# Mengálvio
Mengálvio Pedro Figueiró, meglio noto solo come Mengálvio (Laguna, 17 ottobre 1938), è un ex calciatore brasiliano di ruolo centrocampista, campione del mondo nel 1962 con la Nazionale brasiliana.

## Carriera

### Club
Mengálvio iniziò la sua carriera nel 1957 nelle file dell'Aymoré.
Dal 1960 al 1969, esclusa una breve parentesi nella Grêmio nel 1968, giocò per il Santos, con cui conquistò 6 Campionati Paulisti, 5 Taça Brasil consecutive un Torneo Rio-San Paolo, 2 Coppe Libertadores e 2 Coppe Intercontinentali.
Nel 1969 lasciò il Santos per trasferirsi in Colombia al Millonarios, dove chiuse la carriera.

### Nazionale
Mengálvio conta 14 presenze con la Nazionale brasiliana, con cui esordì il 10 marzo 1960 nei Giochi panamericani contro la Costa Rica (0-3) e realizzò un gol il 15 marzo 1960 contro il Messico (2-1).
Ha fatto parte della selezione che vinse i Mondiali 1962, dove però non scese mai in campo.

## Palmarès

### Club

#### Competizioni nazionali
- Campionato paulista: 6

Santos: 1960, 1961, 1962, 1964, 1965, 1967
- Taça Brasil: 5

Santos: 1961, 1962, 1963, 1964, 1965
- Torneo Rio-San Paolo: 3

Santos: 1963, 1964, 1966

#### Competizioni internazionali
- Coppa Libertadores: 2

Santos: 1962, 1963
- Coppa Intercontinentale: 2

Santos: 1962, 1963
- Supercoppa dei Campioni Intercontinentali: 1

Santos: 1968

### Nazionale
- Campionato mondiale: 1

Cile 1962